# Thelacantha brevispina
Thelacantha brevispina (Doleschall, 1857) è un ragno appartenente alla famiglia Araneidae.
È l'unica specie nota del genere Thelacantha Van Hasselt, 1882.

## Etimologia
Il nome deriva dal greco θῆλυς, thèlys, cioè femmina, femminile e dal greco ᾶκανθα, àkantha, cioè spina, punta, a voler sottolineare le numerose spine che costellano l'opistosoma delle femmine di questa specie.

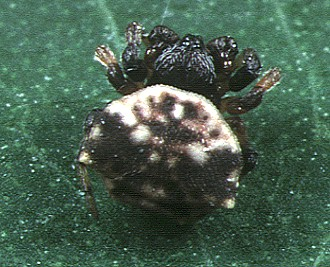
Thelacantha brevispina, maschio

## Distribuzione
La specie è stata rinvenuta nella zona compresa fra l'India e le Filippine, in Madagascar e in Australia.

## Tassonomia
Dal 2013 non sono stati esaminati altri esemplari, né sono state descritte sottospecie al 2014.